# Гурамовы
Гура́мовы (Гурамишви́ли, груз. გურამიშვილი) — российско-грузинский княжеский род.
Имели владения в Кахети: родовые земли Гурамишвили прилегали к городу Мцхета. Так же, как князья Амилахвари, Хидирбегишвили и Тусишвили, возводили себя к древнему роду Зедгенидзе: князь К. Туманов указывает, что эпонимом-родоначальником князей Гурамишвили был Гурам Амилахвари (сын Мамии), упомянутый в 1430 году.
Имели титул тавади ещё при кахетинском царе Александре II (1585). Упомянуты в списке княжеских фамилий Кахети, приложенном к Георгиевскому трактату 1783 года. Известны две ветви рода в Грузии и одна — в России.
Род князей Гурамовых не имеет Высочайше утверждённого в России герба. Родовой герб сходен с гербом князей Амилахвари.
Родословная этого рода разработана пока недостаточно, поэтому места некоторых известных по документам представителей рода в ней ещё не определены.

## Грузинские ветви
Род внесён в V часть родословной книги Тифлисской губернии.

### Первая ветвь
В грамоте царя Арчила (1683) супрадж (дворцовый служитель) Заал Гурамишвлили и его сыновья Гиви и Паремуз названы князьями. Высочайше утверждённым 7 (19) марта 1826 года мнением Государственного совета в княжеском достоинстве Российской империи признаны праправнуки Гиви — коллежский асессор Захарий, прапорщик Иван (видимо, одно лицо с будущим георгиевским кавалером князем Иваном Захаровичем) и Фаддей (Тадеоз) Зааловичи.
Наиболее известная из представителей этой ветви — княжна Ольга Теодозовна (1842—1929), общественная деятельница, жена Ильи Чавчавадзе.

### Вторая ветвь
Вторая ветвь происходит от князя Зураба Гурамишвили, жившего, по-видимому, в XVII или начале XVIII века. К его потомству принадлежат внесённые в Высочайше утверждённый 6 (18) декабря 1850 года Список князей Грузии братья Иван и Свимон (Семён) Леоновичи, а также их троюродные племянники Зураб Георгиевич и Вахтанг Гурамович и четвероюродный Александр Давидович Гурамовы (большинство — с жёнами и детьми; всего 21 персона). Позже к этой ветви рода были сопричислены ещё 2 князя.

## Российская ветвь
Несколько князей Гурамишвили выехали в Россию значительно ранее — ещё во времена Вахтанга VI — и получили земли в Новороссии. Определением Киевского дворянского собрания 17 (29) мая 1784 года эти князья Гурамовы были внесены в IV часть родословной книги. В 1843 году дело этой ветви Гурамовых рассматривалось заочно Полтавской ревизионной комиссией, рекомендовавшей утвердить их в потомственном дворянстве (возможно, к тому времени ветвь уже угасла).
К российской ветви этого рода относится поэт Давид Гурамишвили.